# 高野雀
高野 雀（たかの すずめ）は、日本の漫画家。

## 略歴
かつては二次創作漫画を描いていたが、2009年よりコミティアでオリジナル作品の漫画同人誌の発表を開始。コミティア見本誌読書会で評判を呼び、2014年に『フィールヤング』2月号で商業誌デビュー。2015年に初の単行本『さよならガールフレンド』を刊行した際のオビ宣伝文は「コミティア見本誌読書会第1位獲得の新人デビュー」と書かれていた。

## 作品リスト

### 連載
- 食卓リンガフランカ（「WEBスナイパー」2012年4月17日 - 10月16日、未単行本化）[3]
- 低反発リビドー（「WEBコミック ぜにょん」2014年2月2日 - 2015年4月）[4]
- 13月のゆうれい（『フィールヤング』2015年2月号 - 2017年1月号）
- 世界は寒い（『フィールヤング』2017年4月号[5] - 2018年12月号[6]）
- しょうもないのうりょく（『まんがライフオリジナル』2019年3月号[7] - 2022年8月号[8]）
- たあいないのうりょく（『Renta!』2023年11月1日先行配信[9] - ） - 『ストーリアダッシュ』でも掲載[9]

### 書籍
- 『さよならガールフレンド』 祥伝社〈フィールコミックス〉※文化庁メディア芸術祭第19回マンガ部門で審査委員会推薦作品[10]
  - 2015年1月8日発行、ISBN 978-4-396-76628-3
- 『低反発リビドー』 徳間書店〈ゼノンコミックス〉
  - 2015年5月20日発行、ISBN 978-4-19-980270-6
- 『13月のゆうれい』 祥伝社〈フィールコミックス〉※文化庁メディア芸術祭第21回マンガ部門で審査委員会推薦作品[11]
  1. 2016年2月8日発行、ISBN 978-4-396-76665-8
  2. 2017年3月8日発行、ISBN 978-4-396-76701-3
- 『あたらしいひふ』祥伝社〈フィールコミックス〉
  - 2017年9月8日発行、ISBN 978-4-396-76713-6
- 『世界は寒い』祥伝社〈フィールコミックス〉
  1. 2018年3月8日発行、ISBN 978-4-396-76729-7
  2. 2019年2月8日発行、ISBN 978-4-396-76761-7
- 『しょうもないのうりょく』、竹書房〈バンブーコミックス〉2020年 - 2022年、全3巻
  1. 2020年6月27日発売[12]、ISBN 978-4-8019-6978-0
  2. 2021年6月28日発売[13]、ISBN 978-4-8019-7330-5
  3. 2022年7月27日発売[14]、ISBN 978-4-8019-7687-0
- 『たあいないのうりょく』、竹書房〈バンブーコミックス〉2024年 - 、既刊1巻（2024年12月17日現在）
  1. 2024年12月17日発売[15][16]、ISBN 978-4-8019-8506-3